# Anamalaia nathani
Anamalaia nathani är en fjärilsart som beskrevs av Munroe och Akira Mutuura 1969. Anamalaia nathani ingår i släktet Anamalaia och familjen Crambidae. Inga underarter finns listade i Catalogue of Life.